# Evo Morales e a Igreja Católica Romana
A administração socialista do ex-presidente boliviano Evo Morales manteve uma relação tensa com a hierarquia boliviana da Igreja Católica Romana. Isso representou um problema para Morales, já que as pesquisas realizadas no início dos anos 2000 indicaram que 77% da população boliviana era católica, o que significa que cerca de sete milhões dos nove milhões de bolivianos seguem a fé católica romana.
Quando confrontados com uma política de Morales com a qual discordam - como a proposta de secularização de escolas -, os bispos católicos da Bolívia são capazes de instigar grandes manifestações contra as medidas. A Igreja Católica extrai grande parte de seu apoio das cidades urbanas e pouco das áreas rurais mais altas (onde Morales recebe seu principal apoio) devido à "falta de recursos e à resistência cultural indígena aos esforços da Igreja para substituir as atitudes tradicionais". Morales afirmou que ele é católico; ele, como muitos bolivianos rurais, foi criado com uma combinação de catolicismo e crença "na figura de Pachamama ou Mãe Terra, assim como em Ekeko, um deus indígena tradicional da sorte, colheitas e abundância geral". Outros líderes indígenas seguem uma fé indígena pura e "descartam todas as formas de cristianismo; no entanto, esse esforço não levou a um aumento significativo no número de fiéis 'somente na crença indígena'".
O status especial que costumava ser dado ao catolicismo na Bolívia pode ser visto no artigo 3 da antiga constituição boliviana de 1967, que diz que: “O Estado reconhece e sustenta a religião católica, apostólica e romana. Garante o exercício público de todas as outras religiões. As relações com a Igreja Católica serão regidas por concordatas e acordos entre o Estado boliviano e a Santa Sé. ”  O Departamento de Estado dos Estados Unidos caracterizou isso como reconhecimento constitucional do catolicismo como religião do estado . No entanto, após a promulgação da atual Constituição em 2009, a Igreja Católica Romana perdeu esse status oficial. O artigo 4 da nova constituição declara: "O Estado respeita e garante a liberdade de religião e crenças espirituais, de acordo com as cosmovisões de cada indivíduo. O Estado é independente da religião ". Essa mudança constitucional, além das políticas esquerdistas de Morales, contribuiu para o desconfortável relacionamento entre a Igreja e o Estado.